# Loganville (Wisconsin)
Loganville é uma vila localizada no estado norte-americano de Wisconsin, no Condado de Sauk.

## Demografia
Segundo o censo norte-americano de 2000, a sua população era de 276 habitantes.
Em 2006, foi estimada uma população de 272, um decréscimo de 4 (-1.4%).

## Geografia
De acordo com o United States Census Bureau tem uma área de
0,5 km², dos quais 0,5 km² cobertos por terra e 0,0 km² cobertos por água. Loganville localiza-se a aproximadamente 302 m acima do nível do mar.

## Localidades na vizinhança
O diagrama seguinte representa as localidades num raio de 16 km ao redor de Loganville.